# Kid Howard
Kid Howard (New Orleans, 22 april 1908 - aldaar, 28 maart 1966) was een Amerikaanse jazz-trompettist, actief in de jazzscene van New Orleans. 
Howard begon op de drums, maar stapte later over op de kornet en trompet. Hij speelde in de jaren twintig onder meer met de Eureka Bras Band en de Tuxedo Brass Band. Daarna had hij zijn eigen groepen. Van 1938 tot 1943 speelde Howard in het orkest van Palace Theater, in de pit. In 1943 nam hij op met George Lewis. In 1946 leidde hij de Original Zenith Brass Band. Van 1952 tot 1961 speelde hij weer bij Lewis, die hij verliet toen hij ziek werd-in die jaren had Howard een alcoholprobleem. Daarna had hij een eigen band waarmee hij ook enkele platen maakte. Hij speelde in de Preservation Hall en andere gelegenheden tot zijn overlijden in 1966. Hij overleed aan de gevolgen van een hersenbloeding.

## Discografie (selectie)
- Kid Howard's Band, Mono Music, 1962
- Kid Howard's New Orleans Band', Icon, 1962
- Afraid to Stay here, Afraid to leave this Town, Icon, 1962
- The Heart and Bowels of New Orleans Jazz, Icon, 1963
- At the San Jacinto Hall, GHB Records, 1965